# Pseudopanurgus ornatipes
Pseudopanurgus ornatipes är en biart som först beskrevs av Cresson 1872.  Pseudopanurgus ornatipes ingår i släktet Pseudopanurgus och familjen grävbin. Inga underarter finns listade i Catalogue of Life.